# Єлагін Іван Олександрович
Іва́н Олекса́ндрович Єла́гін (4 червня 1934, с. Сукмановка Жердевського району Тамбовської області, РРФСР — 8 листопада 2007, м. Тернопіль) — український журналіст російського походження, редактор. Заслужений журналіст України (1996). Член НСЖУ (1963). Медаль «За трудову доблесть» (1971). Відзнака НСЖУ «Золоте перо» (1983).

## Життєпис
У 1958—1966 роках — заступник редактора лановецької, у січні 1967 — липні 1983 — редактор бучацької («Перемога») районних газет.
У 1983—1998 роках — оглядач обласної газети «Вільне життя».
У 1998—2000 роках — головний редактор газети «Тернопіль вечірній».
Від травня 2003 року — виконавчий секретар Тернопільської обласної організації НСЖУ.

## Доробок
Працював нарисовцем[що?] та в інших жанрах публіцистики. Друкувався в обласних та всеукраїнських часописах.
Співавтор збірника нарисів «З манівців на світлу дорогу» (1984), «Про себе, про друзів, про час» (1999), «Таємниця неопалимої купини» (2004) та інших книг.